# Šentjanž pri Dravogradu

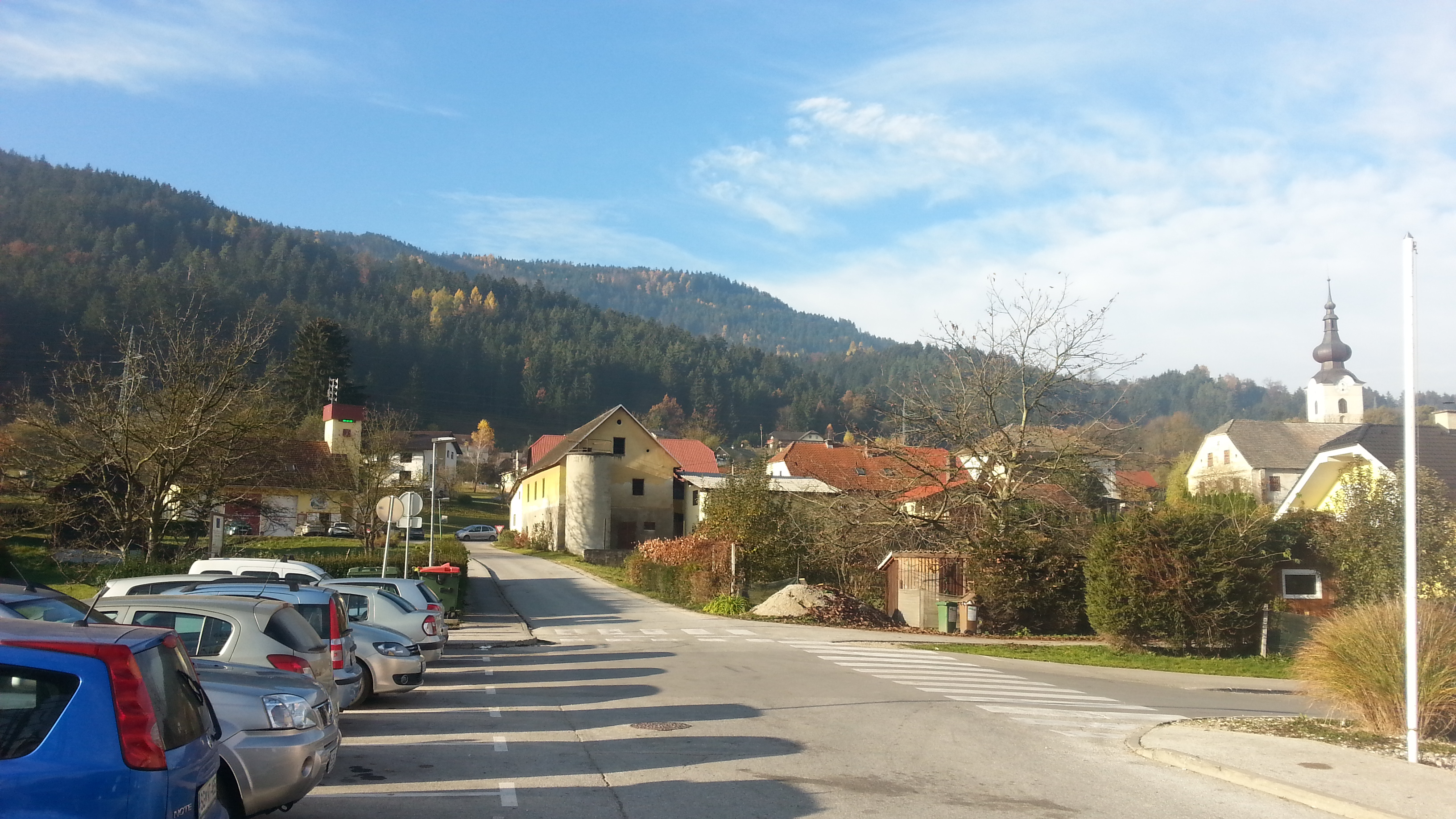
Šentjanž pri Dravogradu

Šentjanž pri Dravogradu är en ort i regionen Koroška i den nordöstra delen av Slovenien. Den tillhör kommunen Dravograd. Staden hade 500 invånare vid folkmätningen år 2002. Den ligger 120 kilometer från Sloveniens huvudstad Ljubljana.